# منتخب جزر توركس وكايكوس للكريكت
منتخب جزر توركس وكايكوس للكريكت هو ممثل جزر توركس وكايكوس الرسمي في المنافسات الدولية في الكريكت .